# Сајкс (Луизијана)
Сајкс (енгл. Sikes) град је у америчкој савезној држави Луизијана.

## Демографија
По попису из 2010. године број становника је 119, што је 1 (-0,8%) становника мање него 2000. године.
| Група             | 2000.       | 2010.       |
| Белци             | 117 (97,5%) | 117 (98,3%) |
| Афроамериканци    | 0 (0,0%)    | 1 (0,8%)    |
| Азијати           | 0 (0,0%)    | 0 (0,0%)    |
| Хиспаноамериканци | 0 (0,0%)    | 0 (0,0%)    |
| Укупно            | 120         | 119         |